# Faunovo značně pokročilé odpoledne
Faunovo značně pokročilé odpoledne je povídková knížka Jiřího Brdečky z roku 1966.

## Povídky
- Faunovo značně pokročilé odpoledne; tato povídka se stala později námětem pro film Věry Chytilové Faunovo velmi pozdní odpoledne z roku 1983[1].
- Dopie hudebnímu kritikovi
- O lehkomyslném Davidovi a čtyřech dámách
- Historie blechatého psa
- Příběh básníka Jehlana, věnováno Zdenku Seydlovi, satira na politické poměry v Československu v době prezidenta Antonína Novotného
- Pohádka aneb kalendář, věnováno Františkovi Hrubínovi
- Purpurová sonáta aneb H. G. Taylor versus J. W. Bloomfield
- O šenkýřce Zuzaně a čtyřech pistolnících